# قلعه مرگ پادانتگتال
قلعه مرگ پادانتگتال (انگلیسی: Pura Dalem Agung Padangtegal) در جزیره بالی اندونزی قرار دارد. ماهانه ۱۰/۰۰۰ نفر از قلعه مرگ پادانتگتال دیدن می‌کنند. این قلعه که در جنگلی به نام جنگل میمون‌ها قرار دارد، یک مکان مقدس برای آیین هندو محسوب می‌شود. در مسیر جنگلی این قلعه نیمه ویران، خدایان سنگی و مجسمه‌های میون‌هایی دیده می‌شود که پوشیده از خزه شده‌اند. حدود ۶۰۰ میمون موسوم به ماکاک در این جنگل انبوه زندگی می‌کنند. قلعه مرگ پادانتگتال متعلق به ۶۰۰ سال پیش است.

## نگارخانه

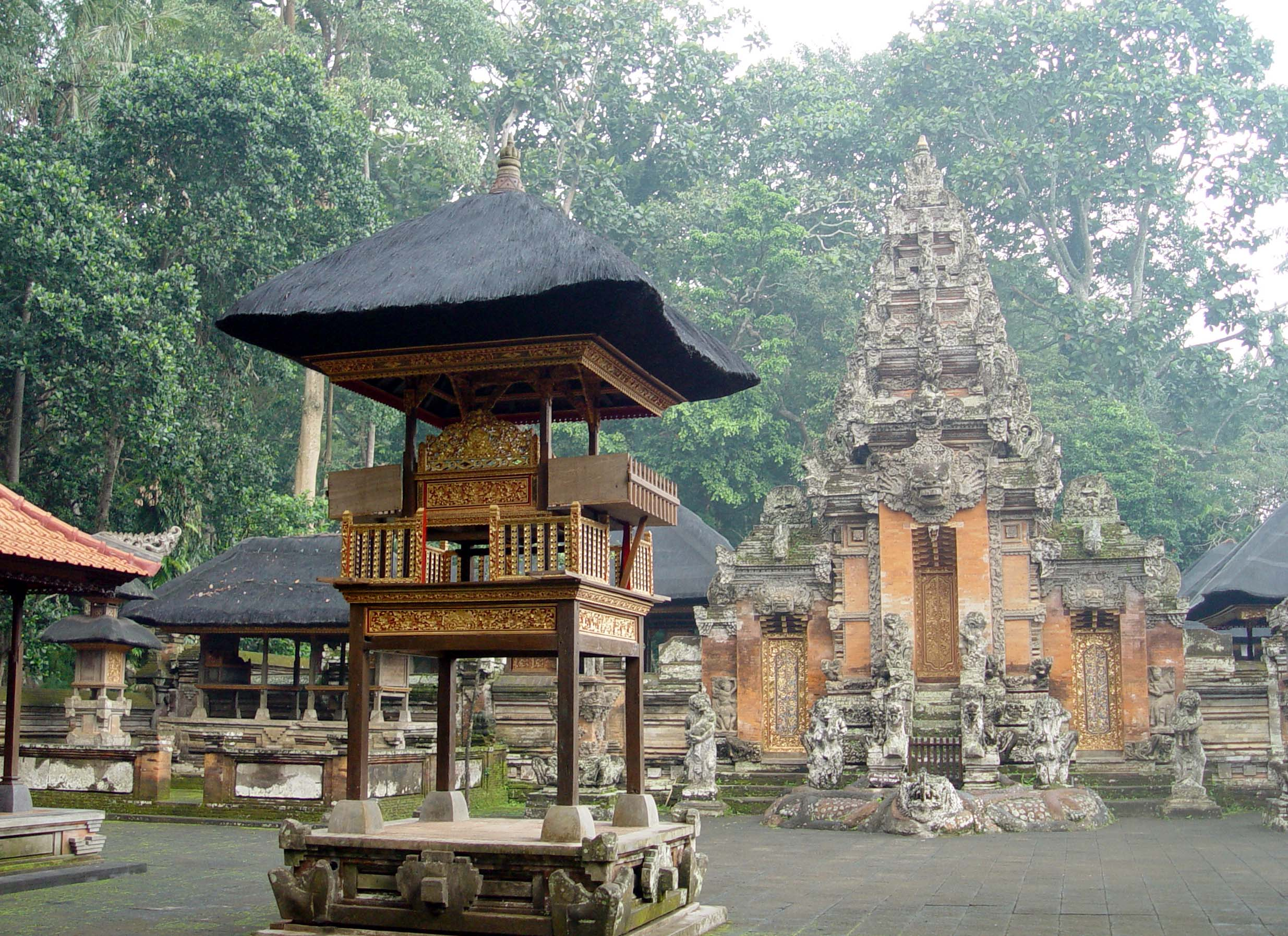
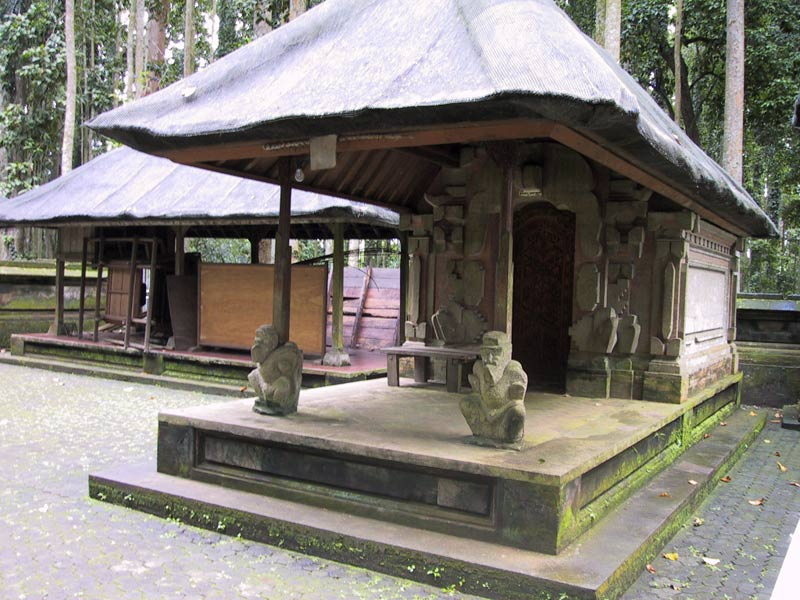
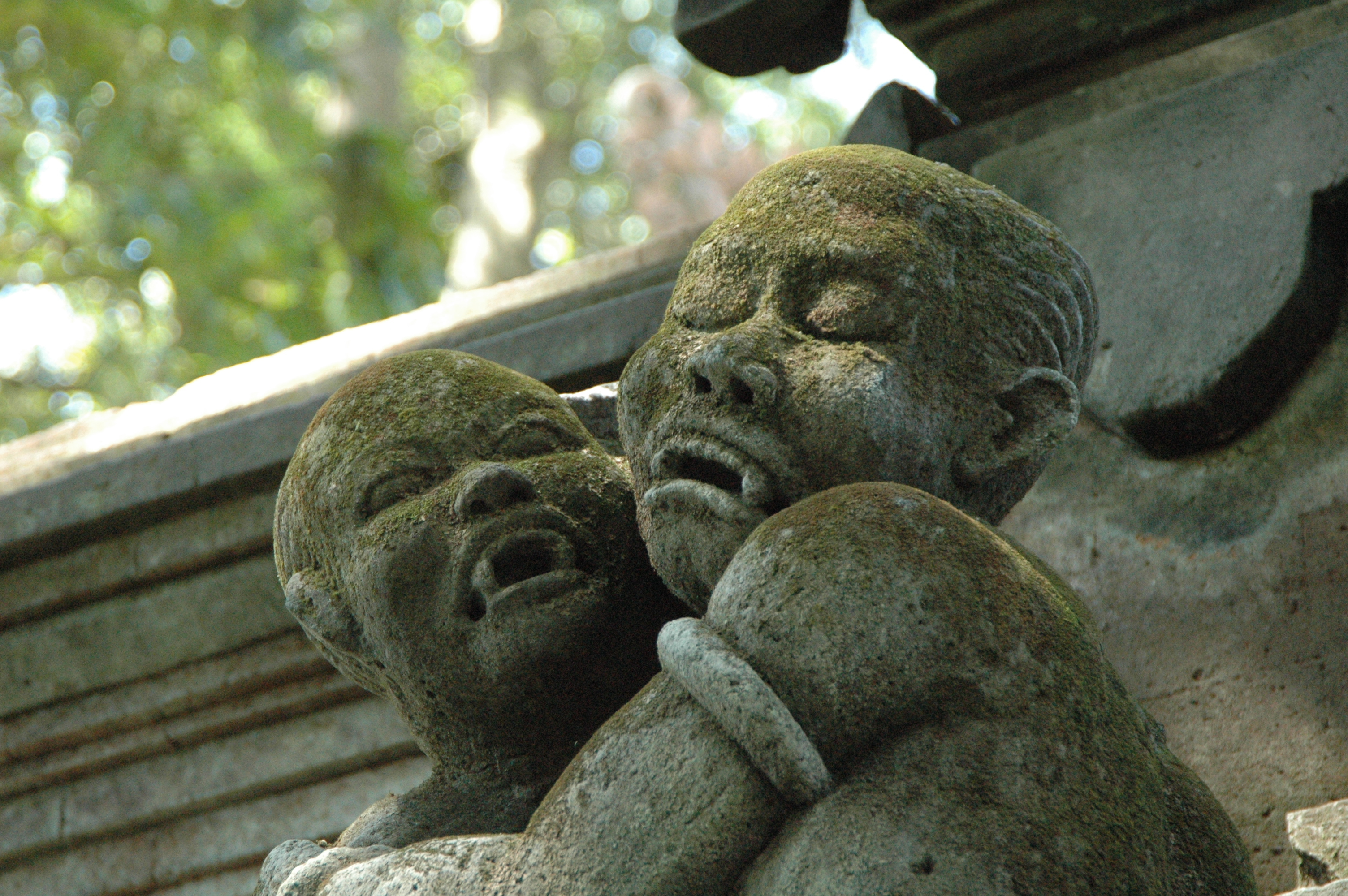
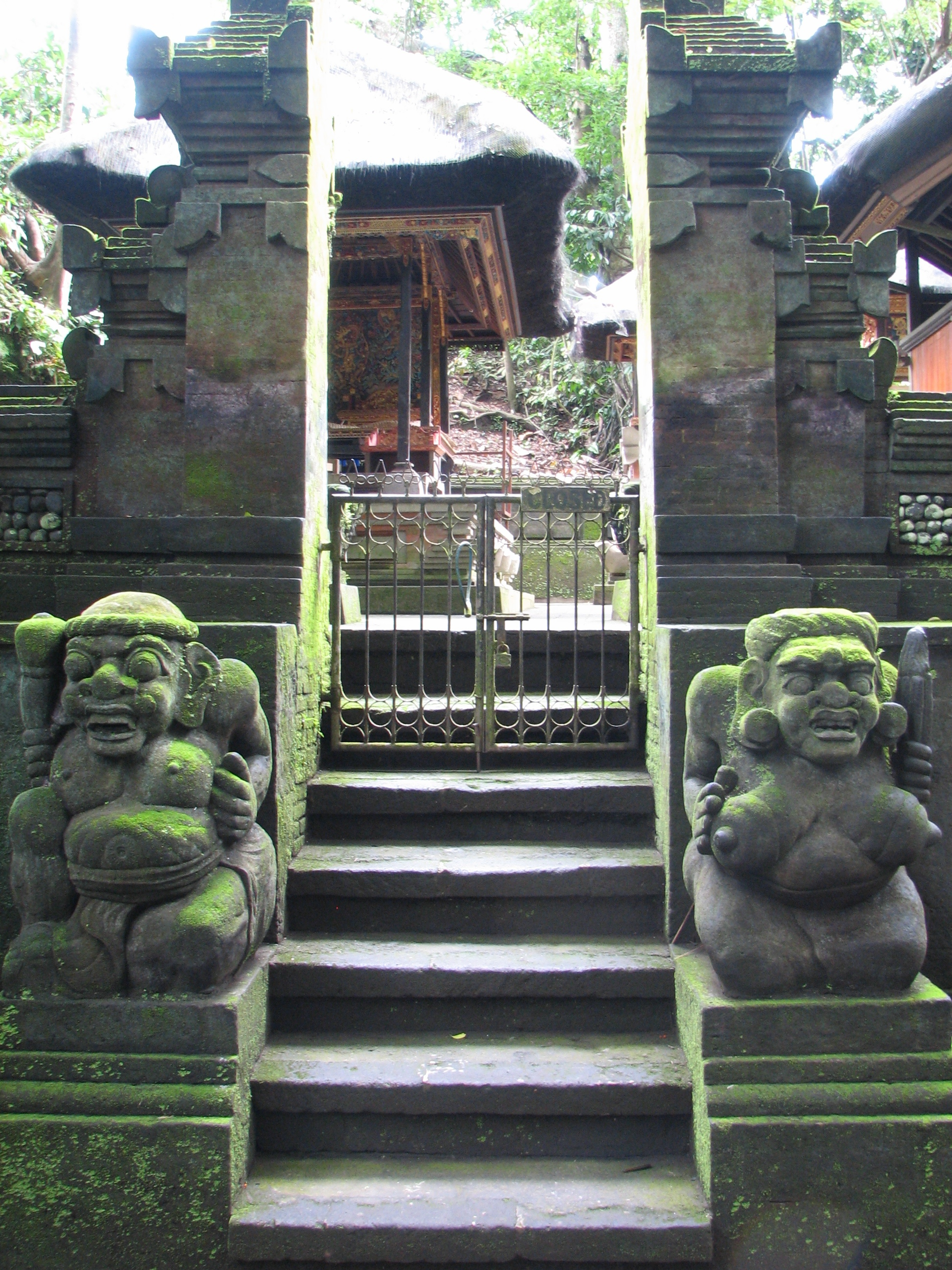